# Christiane Sophie Charlotte von Brandenburg-Kulmbach

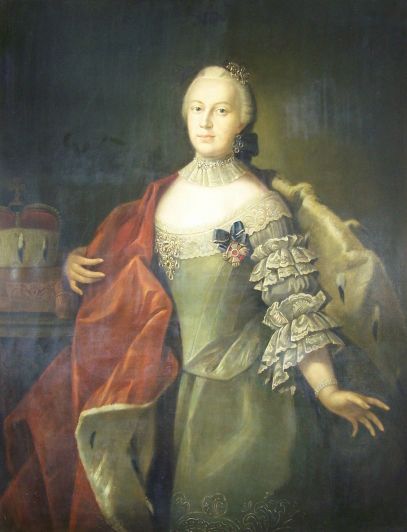
Herzogin Christiane Charlotte von Sachsen-Hildburghausen

Christiane Sophie Charlotte von Brandenburg-Kulmbach (* 15. Oktober 1733 in Neustadt an der Aisch; † 8. Oktober 1757 im Jagdschloss Seidingstadt) stammte aus dem Kulmbach-Bayreuther Zweig der jüngeren Linie (Weferlinger Linie) der fränkischen Hohenzollern und war durch Heirat Herzogin von Sachsen-Hildburghausen.

## Leben
Christiane Sophie Charlotte war das einzige überlebende Kind des Markgrafen Friedrich Christian von Brandenburg-Kulmbach (seit 1763 Markgraf von Bayreuth) aus dessen Ehe mit Viktoria Charlotte, Tochter des Fürsten Viktor I. Amadeus Adolf von Anhalt-Bernburg-Schaumburg-Hoym.
Die Prinzessin wurde am Hof ihrer Tante, der dänischen Königin Sophie Magdalene, gemeinsam mit deren Tochter Louise in Kopenhagen erzogen. Auf Vermittlung der Königin heiratete Christiane nach Louises Tod 1756 deren Witwer Ernst Friedrich III. Carl von Sachsen-Hildburghausen am 20. Januar 1757 auf Schloss Christiansborg.
Sehr fromm beschrieben, stand sie ihrer Vorgängerin in steifer Hofetikette und Verschwendung in nichts nach. Neben aufwändigen Festen hatte die Herzogin ein besonderes Faible für die Jagd. Die Geweihe am Eingangsportal des ehemaligen Jagdschlosses Seidingstadt stammen von zwei Hirschen, die sie bei einer Jagd 1757 erlegte. Sie starb (im ersten Ehejahr 1757) im Wochenbett vier Tage nach der Geburt der Prinzessin Friederike Sophie Marie Karoline und eine Woche vor ihrem 24. Geburtstag. Ihre Tochter überlebte die Herzogin um neun Tage.